# Osadné
Osadné es un municipio del distrito de Snina en la región de Prešov, Eslovaquia, con una población estimada a final del año 2017 de 157 habitantes[cita requerida]. 
Se encuentra ubicado al este de la región, en el valle del río Cirocha (cuenca hidrográfica del río Tisza) y cerca de la frontera con Ucrania y Polonia.

## Historia
En los registros históricos, el pueblo se menciona por primera vez en 1639. Antes de la creación de la Checoslovaquia independiente en 1918, Osadné formaba parte del condado de Zemplén en el Reino de Hungría. De 1939 a 1944, formó parte de la República Eslovaca. En otoño de 1944, el Ejército Rojo desalojó a la Wehrmacht de Osadné y volvió a formar parte de Checoslovaquia.

## Demografía
| Año        | 1994 | 2004     | 2014     | 2024     |
| ---------- | ---- | -------- | -------- | -------- |
| Población  | 248  | 214      | 170      | 138      |
| Diferencia |      | −13,70 % | −20,56 % | −18,82 % |

| Año        | 2023 | 2024    |
| ---------- | ---- | ------- |
| Población  | 140  | 138     |
| Diferencia |      | −1,42 % |